# 下部温泉

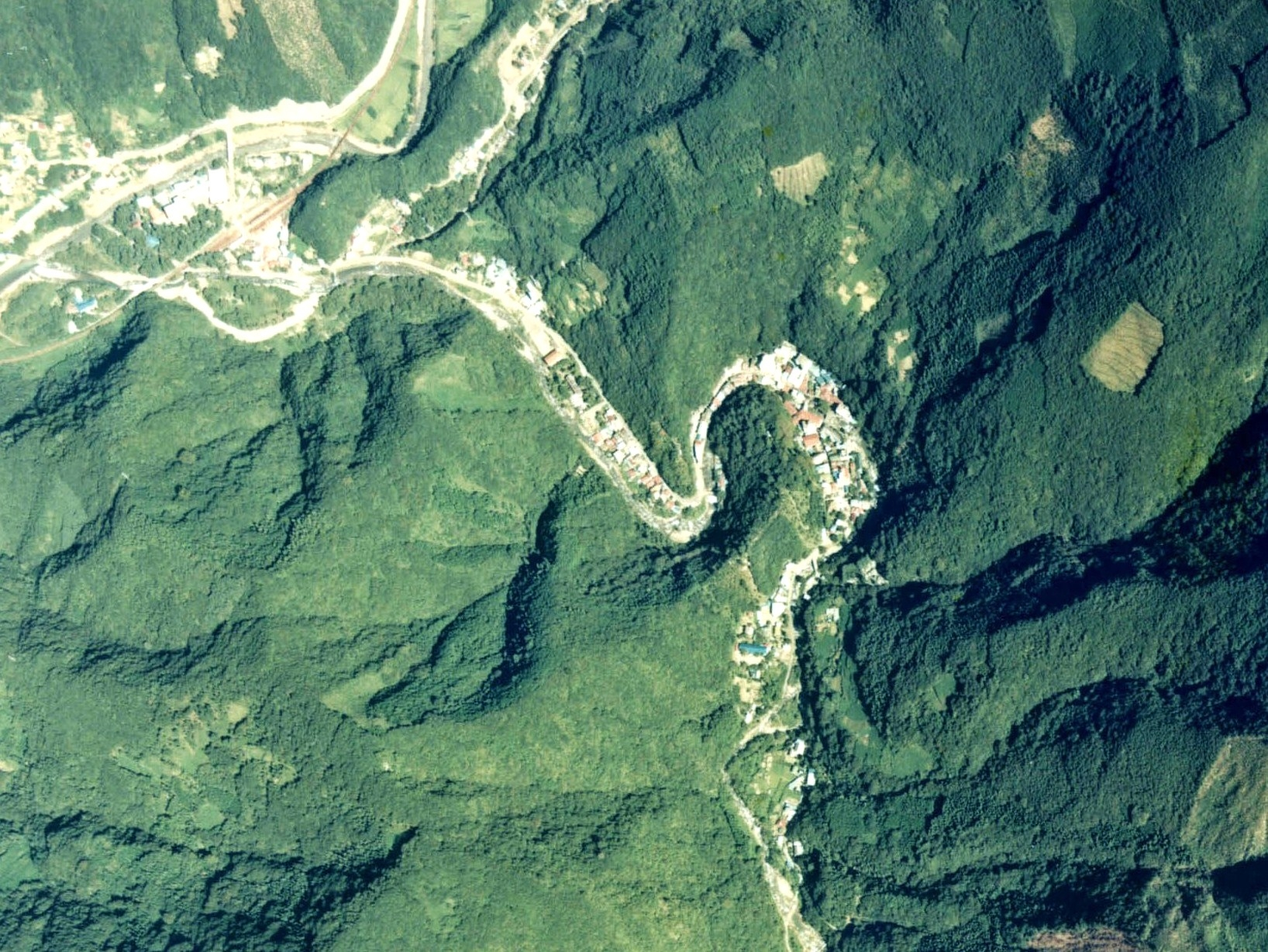
下部温泉の空中写真。（1978年撮影）
写真左上に見える身延線下部温泉駅より東南方向（右下）、小さな河川が蛇行する狭い谷間に温泉街が形成されている様子が分かる。

下部温泉（しもべおんせん）は山梨県南巨摩郡身延町下部にある温泉。

## 泉質
元々ある旧源泉および2006年に湧出し供用開始した新源泉（しもべ奥の湯高温源泉）で異なることから、表にしてまとめる。
| 源泉名                                 | 泉温  | 湧出量    | 泉質               | 深度     | 所在地                  | 備考                                               |
| -------------------------------------- | ----- | --------- | ------------------ | -------- | ----------------------- | -------------------------------------------------- |
| 下部1号泉（源泉館・神泉）              | 30.2℃ | 測定不可  | 単純温泉           | 自然湧出 | 身延町下部55            | 「源泉館」自家源泉。                               |
| 下部2号泉（湯元ホテル1号源泉）         | 29.6℃ | 毎分48.0L | アルカリ性単純温泉 | 自然湧出 | 身延町下部68-2          | 弱硫化水素臭。「湯元ホテル」小浴場自家源泉。       |
| 下部3号泉（湯元ホテル2号源泉）         | 30.6℃ | 毎分29.0L | 単純温泉           | 自然湧出 | 身延町下部大村35        | 「湯元ホテル」大浴場自家源泉。飲料水としても使用。 |
| 下部4号泉（大市館岩風呂源泉）          | 28.6℃ | 毎分11.1L | アルカリ性単純温泉 | 自然湧出 | 身延町下部41-2          | 「大市館」自家源泉。                               |
| 下部5号泉（湯本ホテル3号源泉）         | 32.8℃ | 毎分54.0L | アルカリ性単純温泉 | 自然湧出 | 身延町下部大村38-1      | 弱硫化水素臭。「湯本ホテル」大浴場自家源泉。       |
| 下部6号泉（ホテル守田源泉）※温泉適用外 | 17.8℃ | 毎分0.0L  | 令鉱泉             | 自然湧出 | 身延町下部990-2         | 「ホテル守田」自家源泉。昭和50年頃25℃を下回る。    |
| 下部7号泉（共同泉）                    | 31.5℃ | 毎分60.2L | 単純温泉           | 50m      | 身延町下部36            | 弱硫化水素臭。宿泊施設で共同利用。                 |
| 下部8号泉（下部ホテル硫黄泉）          | 29.2℃ | 毎分32.5L | 単純硫黄温泉       | 500m     | 身延町上之平1900-2      | 「下部ホテル」自家源泉。                           |
| 下部9号泉（横道泉）※温泉適用外         | 18.6℃ | 毎分0.0L  | 令鉱泉             | 650m     |                         | 昭和60年頃25℃を下回る。                            |
| 下部10号泉（奥湯泉）※温泉適用外        | 21.2℃ | 毎分0.0L  | 令鉱泉             | 780m     |                         | 昭和60年頃25℃を下回る。                            |
| 下部11号泉（表下部温泉）               | 27.2℃ | 毎分25.6L | 単純硫黄温泉       | 500m     | 身延町波高島湯澤1190    | 「不二ホテル」自家源泉。                           |
| 下部12号泉（不二ホテル温泉）           | 15.3℃ | 毎分8.2L  | 単純硫黄令鉱泉     | 10m      | 身延町上之平1661        | 「不二ホテル」自家源泉。                           |
| 下部13号泉（しもべ奥の湯高温）         | 49.7℃ | 毎分200L  | 単純硫黄温泉       | 1500m    | 身延町下部字見ノ木202番 | 身延町営源泉。宿泊施設に給湯。                     |

- 自然湧出の湧出量は日本温泉協会による推定値。
- 旧源泉は「山梨県衛星公害研究所」資料より
- 新源泉は下部温泉郷 『 しもべ奥の湯高温源泉の温泉相特性 』 説明板より

### 効能
- 疲労回復、外傷、火傷、リウマチ、神経痛

※注 : 効能はその効果を万人に保証するものではない

## 歴史
『甲斐国志』に拠れば、承和3年（836年）に熊野権現が出現して温泉が湧いたとする伝承を記し、この温泉を中心に下部村が形成されたという。また甲斐国造の塩海足尼が領内巡視の折にたまたま発見し、「塩部（下部）の湯」と名付けたとする伝説もある。鎌倉時代の日蓮書状（『日蓮聖人遺文』）によれば日蓮が当地で湯治を行い、室町時代には塩山向嶽寺の開祖・抜隊得勝も湯治をしたと言われる（『抜隊語録』による）。甲府の一蓮寺（甲府市太田町）に伝来する一蓮寺過去帳にも地名が見られる。戦国時代に下部村は湯之奥金山や木材伐採など河内地方の産業を支える拠点にもなり、下部温泉は河内領主の穴山氏が再興し（天正6年（1578年）7月20日佐野次郎右衛門尉宛穴山信君朱印状、風水被害を受けた温泉の復興を命じる内容）、徳川家康も入浴したという（『国志』）。
江戸時代に湯治場となり、身延山久遠寺参詣者も利用した。戦国時代には武田信玄の隠し湯であるとする付会伝説が加わり、近代には富士身延鉄道（身延線）の開通により浴客は急増した。1956年（昭和31年）6月15日、国民保養温泉地に指定。
旧源泉は鉱泉分析法指針に基づく「低温泉」に指定されているほどの非常にぬる湯であり、旧源泉を使用している多くの温泉宿では源泉そのままの湯と加温した湯の2種類の浴槽を用意している。
2004年（平成18年）の温泉偽装問題では、一部の源泉が温泉法の規定外であることがわかり、山梨県衛生公害研究所による詳細な検査の結果、泉温が21.7℃と温泉法の定める25℃以上を大きく下回っていたことが発表された。この源泉では1969年に25.9℃と温泉法の規定を満たしていることを確認した後、低温の地下水の泉脈への流入量が増加し、それにより泉温低下が発生したと推測されている。これを受けて新たな源泉掘削を行った結果、2006年（平成18年）に高温の源泉が湧出。新源泉は「しもべ奥の湯高温源泉」と名付けられ供給を開始している。

## 温泉街
旧下部町南西部に位置している。南東の毛無山西麓で、富士川の支流で毛無山から発する下部川（湯川）に沿って静かな温泉宿や土産店が並んでいる。下部温泉駅前には温泉街最大の宿泊施設下部ホテルがあるほか、温泉街の中心地にある源泉館は足下湧出泉が有名である。日帰り温泉施設として、下部温泉駅前に多目的温泉施設「ヘルシースパサンロード　しもべの湯」(2023年4月に開業)が存在する。
また駅周辺では「ヘルシースパ」の前、「金山博物館」の前(しもべ黄金の足湯)の2箇所に足湯がある。
温泉街の所々に廃業した旅館や商店跡が残っている。

### ホテル・旅館
- 下部ホテル（1929年創業[10]）
- 湯宿梅ぞ乃（1950年創業[11]）
- 湯元ホテル（1940年創業[12]）
- 古湯坊源泉館（江戸中期創業[13]）
- 元湯・橋本屋[14]
- いずみ旅館[15]
- 元湯・甲陽館[16]
- ホテル守田[17]
- 旅館・お食事処いしもと[18]
- 元湯旅館・大黒屋[19]
- さのや旅館[20]
- 不二ホテル（湯沢温泉）
- 長生館（湯沢温泉）

## アクセス
- 鉄道：身延線（JR東海）下部温泉駅(特急ふじかわ停車駅)下車。湯町の温泉街は下部温泉駅より県道415号を遡って約2.5Km。
- 道路：中部横断自動車道下部温泉早川ICより国道300号線を経由し5分